# 二柳かおり
二柳 かおり（にやなぎ　かおり、1977年11月21日 - ）は、日本の重量挙げ選手。シドニーオリンピック代表、東アジア大会日本代表、アジア選手権日本代表。女子46kg級、50kg級の日本記録を保持した。

## 経歴
滋賀県出身。中学時代まではバドミントンの選手として県大会で活躍。引退後は元重量挙げ国体選手の父親の影響もあり、重量挙げを始める。堅田高校1年生の3月に全国高校選抜大会で優勝。その後2年生の秋に埼玉栄高校に転校。世界選手権3大会銀メダル獲得した長谷場久美の指導を受けて1996年、全日本選手権女子46kg級で日本新記録を樹立して優勝。同年には50kg級でも日本新記録を樹立した。
卒業後は埼玉栄高校の監督を兼務する加藤仁監督が指導にあたる平成国際大学に進学。1997年、全日本選手権女子50kg級で日本新記録を樹立して優勝。卒業後は同校の職員となった。1999年11月、アテネで行われた世界選手権の48kg級で銅メダル。2000年5月、大阪で行われたアジア選手権の同階級で優勝。2000年にはシドニー五輪に出場した（女子48kg級6位入賞）。